# San Benito (Cochabamba)

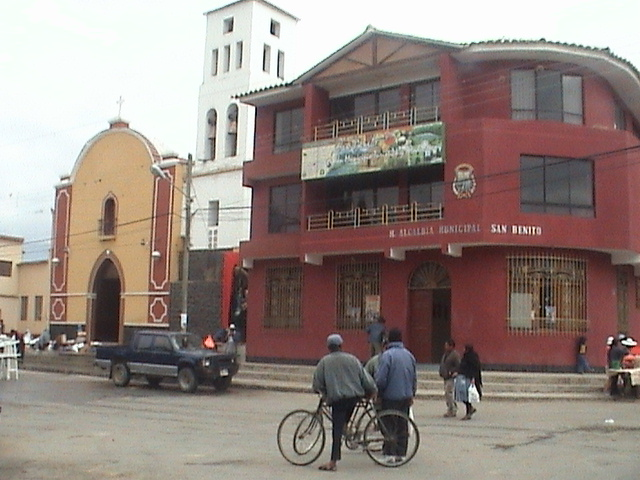
San Benito

San Benito is een plaats in het departement Cochabamba in Bolivia. Het is de hoofdplaats van de gemeente San Benito in de provincie Punata. 